# تریومف تی‌آر۳ای

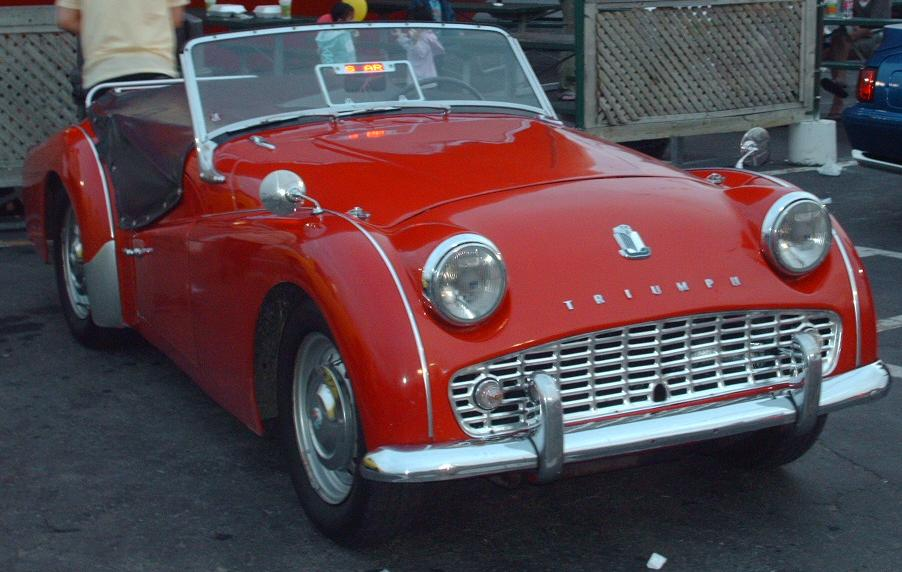

تریومف تی‌آر۳ای‌ (Triumph TR۳A) خودرویی است که در سال‌های ۱۹۵۷–۱۹۶۲در کاونتری انگلستان تولید شده‌است. 
این خودرو در کلاس خودرو اسپورت قرار گرفته، طراحی آن خودروهای موتور جلو-محور عقب بوده ‌است. 
موتور آن ۱۹۹۱ سی‌سی است.